# Lucille Bisson
 (janvier 2023).
Pour les articles homonymes, voir Bisson.
Lucille Bisson est une auteure québécoise née en 1959 à Val-d'Or, dans la région de l’Abitibi-Témiscamingue, où elle réside toujours. Elle a également été journaliste aux hebdomadaires l’Écho Abitibien et le Citoyen de Val-d’Or.

## Œuvres

### Romans jeunesse
- Marianne Bellehumeur : tome 1 - Les pirouettes du coeur, Boomerang éditeur jeunesse, 2016.
- Marianne Bellehumeur : tome 2 - Entre le coeur et la raison, Boomerang éditeur jeunesse, 2017.
- Marianne Bellehumeur : tome 3 - Avec les yeux du coeur, Boomerang éditeur jeunesse, 2017.
- Marianne Bellehumeur : tome 4 - Le coeur sur la main, Boomerang éditeur jeunesse, 2017.
- Marianne Bellehumeur : tome 5 - Le coeur en folie, Boomerang éditeur jeunesse, 2018.
- Marianne Bellehumeur: tome 6 - À cœur ouvert, Boomerang éditeur jeunesse, 2018.
- Marianne Bellehumeur: hors série - Panique au Mont Kalmia, Boomerang éditeur jeunesse, 2019.
- Un voyage d’enfer, Boomerang éditeur jeunesse, 2019.
- Pattes Académie: tome 1 - Opération CAT-P, les Éditions Luzerne Rousse, 2022.
- Pattes Académie: tome 2 - Opération Mouches-à-feu, les Éditions Luzerne Rousse, 2022.
- Pattes Académie: tome 3 - Opération Décibels, les Éditions Luzerne Rousse, 2023.

### Albums jeunesse
- Doufie, mon ami gentil! Olivia a peur des araignées, Éditions Caramello, 2019.

### Nouvelles adulte
- Dominos, Éditions de l'Apothéose, 2012.

## Prix, bourses et distinctions
- Mention Télé-Québec, Concours littéraire de l’Abitibi-Témiscamingue, mai 2014[3].